# 富山県立富山総合支援学校
富山県立富山総合支援学校（とやまけんりつ とやまそうごうしえんがっこう）は、富山県富山市にある県立の特別支援学校である。寄宿舎を有する。肢体不自由児のほか、近年では知的障害児も対象となっている。

## 沿革
個別に提示されている箇所を除いた出典→
- 1966年（昭和41年）4月1日 - 富山県立富山養護学校として設置[3]。
- 1969年（昭和44年）3月 - 校歌制定、校旗樹立。
- 1994年（平成6年）4月 - 工業科・家政科に学科改編。
- 1996年（平成8年）4月 - 訪問教育を開始。
- 1998年（平成10年）4月 - 産業工芸科・生活文化科に学科改編。
- 2004年（平成16年）4月 - 文部科学省医療的ケアモデル事業実施校に指定される。
- 2008年（平成20年）4月 - 特別支援学校（知肢併置）開始。
- 2010年（平成22年）4月 - 現校名に改称。
- 2013年（平成25年）4月 - 学齢超過者への訪問教育実施。

## 設置学部
- 小学部
- 中学部
- 高等部

## 交通アクセス
- JR西日本高山本線西富山駅より約1.6km。
- 富山駅より富山地方鉄道バス16系統富山大学附属病院ゆきで「金屋」下車すぐ。